# Optoelektroniczny detektor obrazowy
Optoelektroniczne detektory obrazowe służą do wykrywania promieniowania elektromagnetycznego odbitego od ciała, takich jak np. CDC, czy też CDB. Znajdują zastosowanie w CMOS, CFTU, matrycach CCD oraz powszechnych obecnie aparatach cyfrowych. 
Wyróżniamy detektory:
- punktowe – mają punktowe rozkłady cząstek optoaktywnych,
- liniowe – do detekcji sygnału służą tu linie aktywne optycznie (ekwiwalent światłowodu dla obrazowodów),
- matrycowe – łączą zalety liniowych i punktowych.